# Семчино
Семчино (пол. Siemczyno) — село в Польщі, у гміні Чаплінек Дравського повіту Західнопоморського воєводства.
Населення — 441 особа (2011).
У 1975-1998 роках село належало до Кошалінського воєводства.

## Демографія
Демографічна структура станом на 31 березня 2011 року:
|          | Загалом | Допрацездатний вік | Працездатний вік | Постпрацездатний вік |
| -------- | ------- | ------------------ | ---------------- | -------------------- |
| Чоловіки | 207     | 41                 | 147              | 19                   |
| Жінки    | 234     | 51                 | 136              | 47                   |
| Разом    | 441     | 92                 | 283              | 66                   |